# مكان في الشمس (فلم)
مكان في الشمس (بالإنجليزية: A Place in the Sun) هو فيلم دراما تم إنتاجه في الولايات المتحدة وصدر في سنة 1951.

## قصة المأساة الأمريكية
قصة الفلم مقتبسة من رواية بعنوان المأساة الأمريكية لثيودور درايزر عام 1926، ولقد غير اسم الرواية من قبل المخرج جورج ستيفنس إلى مكان في الشمس، الفلم هو قصة بين إمراتين من طبقتين مختلفتين ورجل فقير يعمل لدى عمهِ الثري، وتحدث علاقة حب بين الفتاتين والرجل وتحدث جريمة قتل لاحداهما ثم محكمة واعدام. حصد الفلم 14 جائزة منها ستة جوائز اوسكار، ورشح الفلم على 10 جوائز أخرى، وفاز بأول جائزة كولدن كلوب لافضل فلم، وفي عام 1991 اختير الفلم في السجل الوطني للولايات المتحدة من قبل مكتبة الكونغكرس بانه جزء من الثقافة والتاريخ، وموقع الفلم من قائمة أعظم 100 فلم في 100سنة هو التسلسل 53 في تاريخ أفلام أمريكا.

## بطولة
- مونتغومري كليفت
- إليزابيث تايلور
- شيلي وينترز

### ترشيحات وجوائز
| السنة | الحدث  | الفئة               | النتيجة  |
| ----- | ------ | ------------------- | -------- |
|       | أوسكار | أفضل موسيقى تصويرية | فـــــوز |

## الميزانية والإيرادات
بلغت تكلفة إنتاج الفيلم حوالي 2,295,304 دولار بينما حقق أرباحا تقدر بـ 7,000,000 دولار.

## وصلات خارجية
- مكان في الشمس على موقع IMDb (الإنجليزية)
- مكان في الشمس على موقع ميتاكريتيك (الإنجليزية)
- مكان في الشمس على موقع الموسوعة البريطانية (الإنجليزية)
- مكان في الشمس على موقع روتن توميتوز (الإنجليزية)
- مكان في الشمس على موقع نتفليكس (الإنجليزية)
- مكان في الشمس على موقع قاعدة بيانات الأفلام العربية
- مكان في الشمس على موقع ألو سيني (الفرنسية)
- مكان في الشمس على موقع Turner Classic Movies (الإنجليزية)
- مكان في الشمس على موقع أول موفي (الإنجليزية)
- مكان في الشمس على موقع فيلمافينيتي (الإسبانية)

1. ↑  "معلومات عن مكان في الشمس (فيلم) على موقع cinema.de". cinema.de. مؤرشف من الأصل في 2019-12-14.
2. ↑  "معلومات عن مكان في الشمس (فيلم) على موقع allocine.fr". allocine.fr. مؤرشف من الأصل في 2018-09-10.
3. ↑  "معلومات عن مكان في الشمس (فيلم) على موقع filmaffinity.com". filmaffinity.com. مؤرشف من الأصل في 2016-04-27.